# Gottlieb Anton Gruner
Gottlieb Anton Gruner (* 18. März 1778 in Coburg; † 13. Mai 1844 in Wiesbaden) war ein deutscher Pädagoge, Autor und Leiter der Musterschule in Frankfurt am Main, später des simultanen Landeslehrerseminars in Idstein.

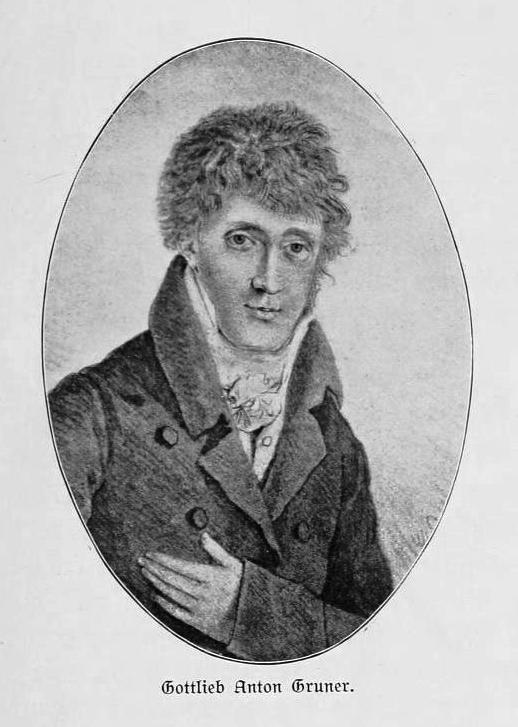
Porträt

## Biographie

### Familie
Gruner entstammte einer in Coburg ansässigen Beamten- und Gelehrtenfamilie. Er war ein Sohn des Herzoglich Sachsen-Coburg-Saalfeldischen Hofrates und Geheimen Sekretärs August Friedrich Gruner und seiner Ehefrau Euphrosine, geb. Schröter. Gruner heiratete im Jahr 1805 Lotte Lutz aus Heilbronn, die vor ihrer Eheschließung eine kurze Zeit als Lehrerin in Pestalozzis Lehranstalt auf Schloss Yverdon gearbeitet hatte. Aus dieser Ehe gingen zwei Töchter hervor.

### Beruf
Gruner studierte 1798 bis 1800 auf den der Georg-August-Universität Göttingen und der Universität Jena Theologie, Philosophie und Philologie. Von 1801 bis 1802 war er als Hauslehrer tätig. Danach besuchte er zunächst den Pädagogen Christian Gotthilf Salzmann in der von ihm gegründeten Schule in Schnepfenthal. Der anschließende Aufenthalt in der Erziehungsanstalt Schloss Burgdorf des Schulreformers Johann Heinrich Pestalozzi prägte seine weitere Tätigkeit. In den Folgejahren führte Gruner mit seinem Lehrer und Freund Pestalozzi eine umfangreiche Korrespondenz.
Nachdem er damit gescheitert war, in Heilbronn ein eigenes Lehrinstitut nach Pestalozzis Ideen zu errichten, nahm er 1805 eine Anstellung als Oberlehrer und Leiter der Musterschule in Frankfurt am Main an. Es handelte sich um das Institut, das 1803 von der Frankfurter Bürgerschaft als Neue Bürgerschule gegründet worden war und von Friedrich Maximilian von Günderrode und Wilhelm Friedrich Hufnagel geleitet wurde. Im Jahr 1804 war die Umbenennung in Musterschule erfolgt. Der Unterricht erfolgte nach den Lehrmethoden Pestalozzis. In Frankfurt lernte Gruner im Jahr 1805 Friedrich Fröbel, der später ein bekannter Pädagoge werden sollte, kennen und schätzen. Er überzeugte ihn davon, Lehrer an der Musterschule zu werden.
Im Jahr 1810 ließ er sich als Magister der Philosophie und Privatdozent in Heidelberg nieder. Nachdem er dort promoviert worden war, wurde er 1811 auf eine Stelle als Professor der Geschichte und hebräischen Sprache am Gymnasium Casimirianum in Coburg berufen, auf dem er selbst bis 1797 Schüler gewesen war. Im Jahr 1817 wurde Gruner zum Schulinspektor und 1820 zum Direktor des simultanen Lehrerseminars in Idstein ernannt. Die von ihm ausgebildeten Lehrer nannten sich „Grunerianer“ Schließlich wurde ihm 1824 der Titel eines Oberschulrates verliehen. Im gleichen Jahr besuchte ihn sein Kollege und Korrespondenzpartner Adolph Diesterweg, der Leiter des Lehrerseminars in Moers und ein einflussreicher Schulpolitiker war, um sich von Gruner, dessen Veröffentlichungen er hoch schätzte, pädagogische Anregungen zu holen.
Vier Jahre später wurde Gruner aus gesundheitlichen Gründen in den Ruhestand versetzt.

## Veröffentlichungen (Auswahl)
- Briefe aus Burgdorf über Pestalozzi, seine Methode und Anstalt. Friedrich Perthes Buchhandlung, Hamburg 1804.
- Beschreibung des gegenwärtigen Zustandes der hiesigen Musterschule, mit Bemerkungen dessen, was ihr noch zu wünschen ist. Verlag Bayrhoffer, Frankfurt am Main 1806.
- Betrachtungen am Grabe Jesu. Predigt am Charfreytage gehalten in der Moritzkirche zu Coburg. Verlag Ahl, Coburg 1817.
- Grundlegung zu einem auf das Gewissen und auf die Bibel gegründeten Unterrichte in der Tugend- und Glaubenslehre. Zum Gebrauch in Schulen, in Privatlehranstalten und für die häusliche Erziehung, überhaupt für Verehrer Jesu aus allen Confessionen, die sich im Besitze der moralisch-religiösen Wahrheit befestigen wollen. 1. Auflage. Verlag Mohr & Winter, Heidelberg 1808 / 2. Auflage. Verlag Mohr & Winter, Heidelberg 1817.
- Versuch einer wissenschaftlichen Begründung der wichtigsten Hauptpunkte der Erziehungslehre mit besonderer Hinsicht auf den Unterricht in der Volksschule. Denkenden Lehrern gewidmet. Verlag August Schmid, Jena 1821.
- Versuch einer gemeinfasslichen, doch auf Selbstverständigung gegründeten Entwicklung der dem Volksschullehrer unentbehrlichsten wissenschaftlichen Vorkenntnis. Als erleichternde Einleitung in die Erziehungslehre. Verlag August Schmid, Jena 1825.
- Über Volksschulwesen und Volksveredlung, als gegenseitige Bedingungen der Begründung eines besseren bürgerlichen Zustandes. Verlag H. W. Ritter, Wiesbaden 1833.

## Würdigung
- Um 1900: Benennung der Grunerstraße in Idstein
- 1933: Umbenennung des ehemaligen Lehrerseminars in Idstein, Am Hexenturm 15–17, in Grunerschule (zunächst Volksschule, dann Realschule, um 1975 wegen Baufälligkeit abgebrochen)
- 1963: Umbenennung der Schule an der Lehrstraße in Wiesbaden, Lehrstraße 10, in Anton-Gruner-Schule (Grundschule)